# Zlatý Bažant
Zlatý Bažant (pol. Złoty Bażant) – marka słowackiego piwa warzonego od 1969 r. w browarze w Hurbanovie, w 1995 r. wykupiona przez koncern Heinekena. W Stanach Zjednoczonych i krajach niesłowiańskich występuje pod nazwą Golden Pheasant.
Markę Zlatý Bažant utworzono krótko po otwarciu browaru, poprzez zmianę pierwotnej nazwy Hurbanovské pivo, a jej powodem była obfitość bażantów w okolicach Hurbanova.

## Odmiany
- Zlatý Bažant 12° (piwo jasne, 12% ekstraktu, 4,7% obj. alkoholu)
- Zlatý Bažant 10° (piwo jasne, 10% ekstraktu, 4,3% obj. alkoholu)
- Zlatý Bažant´73 (piwo jasne inspirowane recepturą z 16 kwietnia 1973, 4,5% obj. alkoholu)
- Zlatý Bažant 11% (piwo jasne, dostępne wyłącznie w cysternach lub beczkach 30 l)
- Zlatý Bažant Tmavé (piwo ciemne, 10% ekstraktu, 3,8% obj. alkoholu)
- Zlatý Bažant Pšeničné (piwo jasne pszeniczne, 11% ekstraktu, 4,4% obj. alkoholu)
- Zlatý Bažant Bock (piwo ciemne)
- Zlatý Bažant Porter (piwo ciemne)
- Zlatý Bažant Radler citron (40% piwo jasne, 60% sok z cytryny, 9,5% ekstraktu, 2% obj. alkoholu)
- Zlatý Bažant Radler grapefruit (40% piwo jasne, 60% sok z grejpfruta, 9,4% ekstraktu, 2% obj. alkoholu)